# Supersonisk
Udtrykkene supersonisk og hypersonisk bruges om hastigheder større end lydens hastighed, 343 meter pr. sekund (1.235 km/t), eller om ting, der bevæger sig med sådanne hastigheder. Hypersonisk er inden for aerodynamikken en betegnelse for meget høje supersoniske hastigheder. I 1970'erne blev udtrykket hypersonisk normalt brugt om hastigheder fra Mach 5 (altså 5 gange lydens hastighed) og derover.
Modsat findes udtrykket subsonisk, der bruges om hastigheder mindre end lydens.
En anden betydning af supersonisk er frekvenser over menneskets højeste hørbare frekvens (typisk 16-20 KHz). 

## Fly
Udtrykket bruges om fly, der flyver hurtigere end lydens hastighed. Den første overlydsflyvning i et bemandet fly fandt sted den 14. oktober 1947 i eksperimentalflyet Bell X-1, fløjet af Charles "Chuck" Yeager. Det første masseproducerede fly, der fløj hurtigere end lyden under vandret flyvning, var den amerikanske jetjager F-100 Super Sabre.
I dag er de fleste jagerfly overlydsfly, men der har også været supersoniske passagerfly, nemlig Concorden og Tupolev Tu-144.
| Luftfart | Spire Denne artikel om flyvning er en spire som bør udbygges. Du er velkommen til at hjælpe Wikipedia ved at udvide den. |